# Oomorphus
Oomorphus is een geslacht van kevers uit de familie bladkevers (Chrysomelidae).
De wetenschappelijke naam van het geslacht werd in 1831 gepubliceerd door Curtis.

## Soorten
- Oomorphus concolor Sturm, 1807